# Besleria decipiens
Besleria decipiens är en tvåhjärtbladig växtart som beskrevs av Conrad Vernon Morton. Besleria decipiens ingår i släktet Besleria och familjen Gesneriaceae. Inga underarter finns listade i Catalogue of Life.